# Armando Leone
Armando Leone (Ruffano, 13 novembre 1921 – Bore, 14 luglio 1944) è stato un partigiano italiano, caduto in combattimento sull'Appennino parmense durante la seconda guerra mondiale.

## Biografia
Armando Leone nacque a Ruffano, in provincia di Lecce, figlio di Paolo Leone e Filomena Orlando. Durante la guerra civile si trasferì in Emilia-Romagna per unirsi alla lotta partigiana contro il nazifascismo. Entrò nelle Brigate Garibaldi, assumendo il nome di battaglia "Carlos". Fu inquadrato nella 32ª Brigata Garibaldi "Forni", attiva nella zona montuosa tra le province di Parma e Reggio Emilia.
Il 14 luglio 1944, Leone cadde in combattimento nei pressi di Molino di Pozzolo, nel comune di Bore, località anche nota come Luneto. Morì all'età di 22 anni, insieme ad altri compagni partigiani durante un’azione militare contro le truppe fasciste.

## Memoria
È ricordato tra i partigiani pugliesi caduti per la libertà e menzionato in pubblicazioni storiche e commemorazioni dell’ANPI.
Armando Leone è considerato l’unico partigiano documentato originario di Ruffano a cadere combattendo al Nord. La sua figura è stata ricordata in diverse iniziative culturali e sui canali ufficiali dedicati alla memoria della Resistenza.